# Bristol sessions
Las Bristol sessions son consideradas el origen de la música country moderna. Se llevaron a cabo en 1927 en Bristol (Tennessee) por el productor Ralph Peer de la discográfica Victor Talking Machine Company y dieron lugar al debut de Jimmie Rodgers y la Carter Family.

## El Country antes de las Sessions
La música country se llevaba grabando comercialmente desde 1922. Entre aquellos primeros artistas estaban estrellas como Vernon Dalhart, quien grabó un millón de copias de Wreck of the Old 97, Ernest Stoneman de Galax (Virginia), Henry Whitter, Uncle Dave Macon o A.C. (Eck) Robertson, quien realizó la primera grabación documentada junto con Henry C. Gilliland ("Sallie Gooden" b/w "Arkansaw Traveler").
Sin embargo, cualquier artista hillbilly que quisiera grabar, tenía que viajar a los estudios que las principales discográficas tenían en New York y muchos artistas, como Dalhart, no eran realmente artistas hillbilly, sino que cruzaban varios géneros. (Hillbilly se utilizaba para distinguir la mucha música popular existente en la región en contraposición al góspel y el blues, no siendo en absoluto un término peyorativo).
Okeh Records y más adelante Columbia Records habían enviado productores al sur de Estados Unidos para descubrir nuevos talentos. Peer, quien trabajaba para Okeh en aquellos tiempos grabó a Fiddlin' John Carson en Atlanta en 1924 usando un antiguo método acústico (conocido por un intrusivo sonido como de cuerno), a petición del comercial de Okeh Polk Brockman. A pesar de la creencia de Peer de que el sonido tenía poca calidad, las 500 copias de "Cluck Old Hen" se vendieron en pocas semanas. Esta experiencia convenció a Peer del potencial de la música hillbilly.
Con el tiempo, Peer dejó Okeh por la Victor Talking Machine Company, con un salario de un dólar al año; a cambio, Peer poseería los derechos de grabación de todas las grabaciones que consiguiera. El trato que realizó Peer de pagar royalties a los artistas según las ventas es la base de los contratos musicales de hoy en día y la compañía que fundó, Peermusic, existe a día de hoy.
El surgimiento de la electrónica permitió que las grabaciones sonaran mejor que la radio, quien hacia 1925 había hecho irrelevante a la industria discográfica debido a este aspecto. Estos nuevo métodos consiguieron grabar instrumentos con menor sonido como el dulcémele de los Apalaches, guitarras y arpas de boca y además era portátil, con lo que se podían realizar grabaciones en cualquier parte.
Peer preguntó a su compañero Stoneman, quien había grabado para Okeh, como encontrar más talento rural. Stoneman convenció a Peer para viajar por el sur de los Apalaches y grabar a artistas que nunca hubieran podido viajar a New York. Hubo habitantes de los Apalaches que, no teniendo electricidad en sus casas recurrirían a gramófonos de manivela para poder escuchar las grabaciones. Decidieron realizar el viaje para grabar blues, gospel y hillbilly y pagaron a los artistas 50$ por la grabación y 2½ céntimos por cada sencillo vendido.
En febrero y marzo realizaron un viaje grabando tan sólo blues y gospel, por lo que decidieron repetir otro viaje después. Pararon en este segundo viaje por Savannah (Georgia) y Charlotte (North Carolina) y se asentaron en Bristol (a petición de Stoneman) ya que, junto con Johnson City (Tennessee) y Kingsport, formaban las Tri-Cities, la mayor área urbana de los Apalaches por aquel entonces. Además, otras tres compañías realizaron audiciones allí, de modo que Peer y su mujer junto con dos ingenieros de sonido se mudaron a vivir a Bristol.

## Las sesiones
Peer establece un estudio de grabación en una tienda de sombreros en State St. en Bristol. Puso anuncios en periódicos locales, pero no recibió respuesta mucho más allá de artistas que ya había viajado a Nueva York o ya eran conocidas por Stoneman.
Stoneman fue el primero en grabar con un compañero, el 25 de julio de 1927. Grabó con amigos como su esposa Patty, Dunford Eck y Brewer Mooney. Otras grabaciones como la del bodevil del dúo Johnson Brothers (conocidos como Crime of The D'Autremont Brothers) y un coro de la iglesia, llenaron el resto del mes de julio. Sin embargo, estos artistas sólo fueron suficientes para llenar la primera semana de grabaciones y Peer necesitaba rellenar también la segunda. 
En ese momento aparece un artículo en el periódico sobre una de las grabaciones de Stoneman (Skip To Ma Lou, My Darling), que había recabado 3.600 dólares en royalties que Stoneman había recibido en 1926 y los 100$ diarios que estaba recibiendo por grabar en Bristol, lo que genera mucho interés: docenas de artistas viajan a Bristol y se tienen que programar sesiones nocturnas para poder acomodar tanto talento, entre el que se encuentra el de la Carter family y Jimmie Rodgers. Rodgers tuvo un enfrentamiento con su banda debido al nombre con el que grabar y termina grabando en solitario y su banda aparte como los "Tenneva Ramblers". Rodgers y su banda, se habían enterado de la existencia de las sesiones cuando estaban en la pensión que regentaba la madre de unos de sus miembros.
Con el tiempo, diecinueve artistas grabaron 76 canciones en las sessions.
En 1928, Peer lleva a cabo una segunda serie de sesiones, pero el éxito artístico no se duplica. Aquellos primeros doce días en Bristol habían logrado introducir totalmente en Estados Unidos la auténtica música del sur de los Apalaches.

## Artistas que grabaron
- Ernest Stoneman/M. Mooney Brewer: The Dying Girl's Farewell, Tell Mother I Will Meet Her (7/25)
- Ernest Stoneman/Eck Dunford/Miss Frost: The Mountaineer's Courtship, Midnight on the Stormy Deep (7/25)
- Stoneman's Dixie Mountaineers: Sweeping Through the Gates, I Know My Name is There, Are You Washed in the Blood?, No More Goodbyes, The Resurrection, I Am Resolved (7/25)
- Ernest Phipps and His Holiness Quartet: I Want to Go Where Jesus Is, Do Lord Remember Me, Old Ship of Zion, Jesus is Getting Us Ready for That Great Day, Happy in Prison, Don't You Grieve After Me (7/26)
- Uncle Eck Dunford/Ernest Stoneman/Hattie Stoneman/T. Edwards: The Whippoorwill's Song, What Will I Do, For My Money's All Gone, Skip to Ma Lou Ma Darling, Barney McCoy (7/27)
- Blue Ridge Corn Shuckers (Ernest Stoneman/Hattie Stoneman/Eck Dunford/T. Edwards): Old Time Corn Shucking (7/27-28)
- Charles and Paul Johnson with the Tennessee Wildcats: Two Brothers are We (From East TN), The Jealous Sweetheart (7/28)
- Blind Alfred Reed: The Wreck of the Virginian, I Mean to Live for Jesus, You Must Unload, Walking in the Way With Jesus (7/28)
- Charles and Paul Johnson: The Soldier's Poor Little Boy, Just A Message from Carolina, I Want to See My Mother (7/28)
- El Watson and Charles Johnson: Pot Licker Blues, Narrow Gauge Blues (7/28)
- B. F. Shelton: Cold Penitentiary Blues, O Molly Dear, Pretty Polly, Darling Cora (7/29)
- Alfred G. Karnes: Called to the Foreign Field, I Am Bound for the Promised Land, Where We'll Never Grow Old, When I See the Blood, When They Ring the Golden Bells for You and Me, To the Work (7/29)
- J.P. Nestor: Train on the Island, Georgia, John My Lover, Black Eyed Susie (8/1)
- Bull Mountain Moonshiners: Sweet Marie, Johnny Goodwin (8/1)
- The Carter Family (A.P., Sara and Maybelle): Bury Me Under the Weeping Willow, Little Log Cabin By the Sea, The Storms are on the Ocean, Single Girl, Married Girl, The Wandering Boy (8/1, last two 8/2)
- Alcoa Quartet: Remember Me O Might One, I'm Redeemed (8/2)
- Henry Whitter: Henry Whiter's Fox Chase, Rain Crow Bill (8/2)
- The Shelor Family: Big Bend Gal, Billy Grimes the Rover (8/3)
- The Shelor Family (as Dad Blackard's Moonshiners): Suzanna Gal, Sandy River Belle (8/3)
- Mr. and Mrs. J. W. Baker: The New Market Wreck, On the Banks of the Sunny Tennessee (8/3)
- Jimmie Rodger: The Soldier's Sweetheart; Sleep, Baby, Sleep (8/4)
- Red Snodgrass and His Alabamians: Weary Blues (8/4)
- Tenneva Ramblers (Jack Pierce, Claude Grant, Jack Grant, Claude Slagle): The Longest Train I Ever Saw; Sweet Heaven, When I Die; Miss Liza, Poor Gal (8/4)
- West Virginia Coon Hunters (W. S. Meadows et al.): Greasy String, Your Blue Eyes Run Me Crazy (8/5)
- Tennessee Mountaineers (20 mixed voices): Standing on the Promises, At the River (Beautiful River) (8/5)